# 1916 в Україні

## Пам'ятні дати та ювілеї
- 350 років з часу прийняття Другого Литовського статуту у 1566 році.
- 300 років з часу розорення Києва ногайською ордою хана Едигея у липні 1516 року.
- 300 років з часу походу запорозьких козаків, очолюваних гетьманом Петром Конашевичем-Сагайдачним, на Кафу, узяття її та звільнення невільників у 1616 році.
- 250 років з часу обрання на козацькій раді в Чигирині правобережним гетьманом обрано Петра Дорошенка у січні 1666 року.
- 100 років з часу заснування «Товариство галицьких греко-католицьких священиків для поширення письмами просвіти та культури серед вірних» у Перемишлі у 1816 році.

### Видатних особистостей
- 350 років з дня народження Адама Олександровича Вишневецького, князя гербу Корибутів, українсько-литовський магнат, учасник військових походів Лжедмітрія I та Лжедмітрія II.
- 200 років з дня народження Василя Федоровича Остроградського, українського військового та державного діяча в добу Гетьманщини, бунчукового товариша, сотника Говтвянської сотні.
- 200 років з дня народження Григорія Гнатовича Ґалаґана, українського політичного діяча, прилуцького полковника у 1739–1763 роках.
- 150 років з дня народження Степана Оникійовича Дегтяревського (Дегтярьова), композитора і диригента українського походження, музичного діяча Російської імперії.
- 100 років з дня народження Миколи Андрійовича Аркаса, генерал-ад'ютанта, адмірала, батька історика Аркаса Миколи Миколайовича (старшого).
- 100 років з дня народження Олександра Степановича Афанасьєва-Чужбинського, українського та російського письменника, етнографа, фольклориста, історика, мовознавця, мандрівника.
- 100 років з дня народження Олександра Вікентійовича Беретті, українського та російського архітектора, члена Петербурзької Академії Мистецтв, сина Вікентія Беретті.
- 100 років з дня народження отця Павла Яворського, греко-католицького священика, довголітнього пароха с. Башня Чесанівського повіту (нині с. Башня Долішня, Любачівський повіт, Польща), декан УГКЦ, посол до Галицького сейму в 1870—1876 роках[1]).
- 50 років з дня народження Миколи Прокоповича Василенка, українського вченого-історика, громадського та політичного діяча, члена Товариства українських поступовців (ТУП), Української Центральної Ради, Київського товариства старожитностей і мистецтв, виконувач обов'язків отамана Ради міністрів, міністр освіти, голова Державного Сенату, співробітник Української академії наук (УАН), голова-президент Української академії наук (1921—1922).
- 50 років з дня народження Михайла Сергійовича Грушевського, українського історика, громадського та політичного діяча, Голови Центральної Ради Української Народної Республіки (1917–1918), член Історичного товариства ім. Нестора-Літописця, дійсного члена Чеської АН (1914), почесного члена Київського товариства старожитностей і мистецтв (1917), член-кореспондента ВУАН (1923) та АН СРСР (1929), багаторічного голови Наукового Товариства ім. Шевченка у Львові (1897–1913), завідувача кафедри історії Львівського університету (1894–1914), автора понад 2000 наукових праць.
- 50 років з дня народження Гната Павловича Житецького, українського історика, літературознавця, книгознавця, публіциста.
- 50 років з дня народження Данила Кириловича Заболотного, українського мікробіолога, епідеміолога, Президента ВУАН (1928–1929 роки), засновника Інституту мікробіології та епідеміології в Києві.
- 50 років з дня народження Василя Васильовича Кандинського, живописця, графіка і теоретика мистецтва. Жив та творив в Україні, Німеччині, Франції та Росії. Кандинський вважається першим абстракціоністом.[2].
- 50 років з дня народження Модеста Пилиповича Левицького, українського письменника, культурного діяча, педагога, лікаря і дипломата.
- 50 років з дня народження Володимира Миколайовича Леонтовича, українського громадського та політичний діяч, письменника і мецената, за фахом правник, видавця.

## Події
- Червень-вересень — Брусиловський прорив, наступальна операція Південно-Західного фронту російської армії проти австро-угорських і німецьких військ під час Першої світової війни проведена чотирма російськими арміями під командуванням генерала від кавалерії Олексія Брусилова.
- Серпень-вересень — Бій на горі Лисоня, запеклі бої між російською армією з одного боку та полком українських січових стрільців і австро-угорськими бойовими загонами.

## Особи

### Народились
- 7 січня — Юрченко Василь Васильович, український письменник, публіцист, перекладач і літературознавець.
- 18 січня — Левченко Іван Нестерович, радянський і український кінорежисер.
- 22 січня — Нарбут Данило Георгійович, український художник театру, живописець. Син художника-графіка Георгія Нарбута. Народний художник України (1994), лауреат Шевченківської премії (1996).
- 10 березня — Крамаренко Василь Пилипович, український вчений, що працював в напрямку токсикологічної та аналітичної хімії, а також судової медицини. Автор понад 250 наукових та навчально-методичних праць та низки книг, присвячених застосуванню хімічних, фізичних та фізико-хімічних методів аналізу (фотоколориметрія, спектрофотометрія, хроматографія, гель-хроматографія, газо-рідинна хроматографія тощо) в токсикологічної хімії[3].
- 2 травня — Уманець Василь Андрійович, український композитор, педагог і бандурист.
- 7 травня — Адамська Марія Станіславівна, українська акторка, заслужена артистка УРСР (1951).[4].
- 10 травня — Лисянська Алла, художниця-графік.
- 28 травня — Захаржевська Олена Валер'янівна, український театрознавець, донька письменника Валер'яна Захаржевського.
- 7 липня — Антонович Марко Дмитрович, український історик і публіцист, організатор наукової праці у діаспорі.
- 15 липня — Подерв'янський Сергій Павлович, український художник, народний  художник України, професор Національної академії образотворчого мистецтва і архітектури.
- 1 серпня — Гутянський Степан Корнійович, український історик, дослідник історії культури України, кандидат історичних наук (з 1962 року), заслужений працівник культури УРСР.
- 8 вересня — Слуцький Григорій Маркович, український архітектор, який опрацював Генеральний план розвитку Києва, проекти забудови районів Києва — Відрадного, Оболоні.
- 24 вересня — Лазаренко Михайло Степанович, український письменник, журналіст, редактор. Член Спілки журналістів СРСР.
- 16 жовтня — Крутиховська Зінаїда Олександрівна, українська радянська геофізик, геологиня, доктор геолого-мінералогічних наук (1971), професор (1972), Заслужений діяч науки УРСР (1979).
- 23 жовтня — Бодянський Олександр Всеволодович, український краєзнавець, археолог-розвідник.
- 17 грудня — Костенко Микола Павлович, український культурний діяч, журналіст, редактор, письменник, публіцист.

1916 рік
- Січень:
  - Гінзбург Людмила Наумівна, піаністка, заслужена артистка України, професорка Одеської консерваторії.

### Померли
- 5 квітня — Ковалевський Максим Максимович, український правник, соціолог, історик, суспільний і політичний діяч. Родом з Харківщини, закінчив Харківський університет, академік Петербурзької АН (з 1914 року), професор Московського та Петербурзького університетів.
- 13 травня — Шолом-Алейхем (їд. שלום־עליכם, у перекладі — мир вам, справжнє прізвище, ім'я та по батькові — Рабинович Соломон Наумович (Шо́лом Но́хумович[5]), єврейський письменник, родом з України.
- 22 травня — Перетяткович Мар'ян Мар'янович, український архітектор і вчитель. В архітектурній творчості Перетятковича модерн змішувався із середньовічними мотивами, а також з рисами неокласицизму, неоренесансу і російського стилю.
- 28 травня — Франко Іван Якович, видатний український письменник, поет, публіцист, перекладач, учений, громадський і політичний діяч. Доктор філософії (1893), дійсний член Наукового товариства імені Шевченка  (1899), почесний доктор Харківського університету (1906)[6][7].
- 5 липня — Копистинський Теофіл Дорофійович, український художник-реаліст, портретист, а також реставратор.
- 15 липня — Мечников Ілля Ілліч, біолог і патолог, один з засновників порівняльної патології, еволюційної ембріології, імунології і мікробіології, творець наукової школи, член-кореспондент (1883), почесний член (1902) Петербурзької АН. Відкрив (1882) явище фагоцитозу, розробив фагоцитарну теорію імунітету (1883). Розробив теорії зародкових листків, походження багатоклітинних організмів. Професор Новоросійського університету (сьогодні — Одеський національний університет імені І. І. Мечникова) (1870—1882).
- 18 липня — Ісидор (Сидір) Михайлович Мидловський, український актор, театральний діяч і письменник.
- 3 серпня — Свистун Пилип Іванович, український письменник і педагог, гімназійний учитель, москвофіл.
- 5 серпня — Казанлі Микола Іванович, український композитор і диригент, полтавський дворянин.
- 8 листопада — Деркачов Ілля Петрович, український та російський методист початкової школи, педагог, дитячий письменник.

1916 рік
- Дементьєв Костянтин Григорович, професор, завідувач лабораторії мінеральних речовин та технології будівельних матеріалів Київського політехнічного інституту (1903—1907), Директор Київського політехнічного інституту (1908—1911), секретар і декан інженерного відділення (1905—1907).
- Юліан Назарак, український поет, військовик, хорунжий Легіону Українських січових стрільців.

## Засновані, створені
1916 рік